# Ostermiething
Ostermiething je obec v okrese Braunau v rakouské spolkové zemi Horní Rakousy.

## Geografie
Ostermiething leží v horní části Innviertelu na západním okraji lesa Weilhart přímo za řekou Salzach. Do bavorského městečka Tittmoning vede most.

## Významné osobnosti
- Werner Gruber (* 1970), rakouský fyzik, spisovatel a profesor